# اسکایلر پارک
اسکایلر م.ی. پارک (انگلیسی: Skylar M. -Y. Park؛ متولد ۶ ژوئن ۱۹۹۹) یک تکواندوکار کانادایی است. وی در مسابقات تکواندو قهرمانی پان امریکن ۲۰۱۸، در وزن ۵۷ کیلوگرم زنان، به مدال طلا دست یافت. وی جواز حضور در بازی‌های المپیک تابستانی ۲۰۲۰ را به نمایندگی از کانادا در وزن ۵۷ کیلوگرم زنان دارد.

## حرفه
در سال ۲۰۱۶، فدراسیون جهانی تکواندو، پس از نمایش قابل قبول او در مسابقات قهرمانی تکواندو نوجوانان جهان ۲۰۱۶ در برنابی، کانادا و کسب مدال طلا، مقاله ای در مورد او منتشر کرد و او را " ستاره فردا " نامید.